# Koh-Lanta: Los héroes regresan
Koh-Lanta: Los héroes regresan fue un reality show francés, esta es la 1.ra temporada especial del reality show francés Koh-Lanta, transmitido por TF1 y producido por Adventure Line Productions. Fue conducido por Denis Brogniart y se estrenó el 13 de enero de 2009 y finalizó el 13 de febrero de 2009. Esta temporada fue grabado en Brasil, específicamente a lo largo del Río Negro y contó con 14 participantes. Romuald Lafite es quien ganó esta temporada y así obtuvo como premio € 100.000.
A diferencia de temporadas anteriores, esta es la primera temporada especial que consiste en reunir a exparticipantes de otras temporadas. Las dos tribu iniciales fueron la tribu amarilla llamada;Tupan y la tribu roja llamada; Jacaré. Esta temporada especial duró 21 días.

## Equipo del Programa
- Presentadores: Denis Brogniart lidera las competencias por equipos y los consejos de eliminación.

## Participantes
| Participante                                         | Edad | Tribu Original | Tribu Fusionada             | Resultado Final             |
| ---------------------------------------------------- | ---- | -------------- | --------------------------- | --------------------------- |
| Romuald Lafite Fisicoculturista.                     | 31   | Tupan          | Unificada                   | Ganador de Koh-Lanta        |
| Souad "Jade" Handi Gerente de una empresa de coches. | 26   | Tupan          | Unificada                   | 2.° lugar de Koh-Lanta      |
| Filomène Mendonca Gerente de Seguros.                | 37   | Tupan          | Unificada                   | 12.daEliminada de Koh-Lanta |
| Jean-Bernard Hauton-Arnaud Dueño de una Agencia.     | 41   | Tupan          | Unificada                   | 11.erEliminado de Koh-Lanta |
| Catherine Ehret-Mader Gerente de una empresa.        | 40   | Tupan          | Unificada                   | 10.maEliminada de Koh-Lanta |
| Antoine Sánchez Jubilado.                            | 64   | Tupan          | Unificada                   | 9.noEliminado de Koh-Lanta  |
| François-David Cardonnel Actor.                      | 24   | Jacaré         | Unificada                   | 8.voEliminado de Koh-Lanta  |
| Émilie Frahi Asesora de Seguros.                     | 27   | Jacaré         | Unificada                   | 7.maEliminada de Koh-Lanta  |
| Clémence Castel Modelo.                              | 24   | Jacaré         | Unificada                   | 6.taEliminada de Koh-Lanta  |
| Philippe Bordier Mecánico.                           | 42   | Jacaré         |                             | 5.to Eliminado de Koh-Lanta |
| Christelle Gauzet Oficial de policía.                | 28   | Jacaré         | 4.ta Eliminada de Koh-Lanta |                             |
| Moundir Zoughari Instructor de Deportes.             | 35   | Jacaré         | 3.er Eliminado de Koh-Lanta |                             |
| Jean-Luc Fiorina Ex-Oficial de la marina francesa.   | 58   | Tupan          | 2.do Eliminado de Koh-Lanta |                             |
| Amel Fatnassi Trabajadora social.                    | 34   | Lo Tribu       | 1.ra Eliminada de Koh-Lanta |                             |

## Participantes en temporadas anteriores
| Participante               | Año  | Temporada                    | Resultado       |
| -------------------------- | ---- | ---------------------------- | --------------- |
| Romuald Lafite             | 2004 | Koh-Lanta: Panamá            | 13.er Eliminado |
| Souad "Jade" Handi         | 2007 | Koh-Lanta: Palawan           | Ganadora        |
| Filomène Fortes            | 2007 | Koh-Lanta: Palawan           | 8.va Eliminada  |
| Jean-Bernard Hauton-Arnaud | 2008 | Koh-Lanta: Caramoan          | 7.mo Eliminado  |
| Catherine Ehret-Mader      | 2004 | Koh-Lanta: Panamá            | 9.na Eliminada  |
| Antoine Sánchez            | 2003 | Koh-Lanta: Bocas del Toro    | 15.to Eliminado |
| François-David Cardonnel   | 2006 | Koh-Lanta: Vanuatu           | Ganador         |
| Émilie Frahi               | 2006 | Koh-Lanta: Vanuatu           | 2.° lugar       |
| Clémence Castel            | 2005 | Koh-Lanta: Pacifico          | Ganadora        |
| Philippe Bordier           | 2004 | Koh-Lanta: Panamá            | Ganador         |
| Christelle Gauzet          | 2008 | Koh-Lanta: Caramoan          | Ganadora        |
| Moundir Zoughari           | 2003 | Koh-Lanta: Bocas del Toro    | 14.to Eliminado |
| Jean-Luc Fiorina           | 2001 | Los aventureros de Koh-Lanta | 3.er Eliminado  |
| Amel Fatnassi              | 2002 | Koh-Lanta: Nicoya            | Ganadora        |

## Desarrollo

### Competencias
| Episodio | Emisión               | Bienestar                  | Inmunidad      | Eliminado      | Salida |
| -------- | --------------------- | -------------------------- | -------------- | -------------- | ------ |
| 1        | 13 de enero de 2009   | Souad / Moundir            | Jacaré         | Jean-Luc       | Día 3  |
| 2        | 20 de enero de 2009   | Tupan                      | Tupan          | Moundir        | Día 5  |
| 3        | 20 de enero de 2009   | Tupan                      | Tupan          | Christelle     | Día 7  |
| 4        | 27 de enero de 2009   | Jacaré                     | François-David | Clémence       | Día 10 |
| 5        | 3 de febrero de 2009  | Emilia / François-David    | François-David | Émilie         | Día 12 |
| 6        | 3 de febrero de 2009  | Souad                      | Antoine        | François-David | Día 14 |
| 7        | 10 de febrero de 2009 | Romuald / Tony             | Souad          | Antoine        | Día 16 |
| 8        | 10 de febrero de 2009 | Filomène                   | Jean-Bernard   | Catalina       | Día 18 |
| Episodio | Emisión               | Mensajes de prueba         | Consejo final  | Ganador        | Salida |
| 9        | 13 de febrero de 2009 | Souad / Filomène / Romuald | Souad          | Romuald        | Día 21 |

### Jurado Final
| Participante   | Puesto     | Vota por |
| -------------- | ---------- | -------- |
| Clemencia      | 1° Miembro | Romuald  |
| Emilia         | 2° Miembro | Romuald  |
| François-David | 3° Miembro | Romuald  |
| Antoine        | 4° Miembro | Souad    |
| Catalina       | 5° Miembro | Souad    |
| Jean-Bernard   | 6° Miembro | Romuald  |
| Filomène       | 7° Miembro | Romuald  |

## Estadísticas Semanales
| Participante   | Episodio  | Episodio  | Episodio  | Episodio  | Episodio  | Episodio  | Episodio  | Episodio  | Episodio  |
| Participante   | 1         | 2         | 3         | 4         | 5         | 6         | 7         | 8         | 9         |
| -------------- | --------- | --------- | --------- | --------- | --------- | --------- | --------- | --------- | --------- |
| Romuald        | Salvado   | Gana      | Gana      | Salvado   | Salvado   | Salvado   | Salvado   | Salvado   | Ganador   |
| Jade           | Inmune    | Gana      | Gana      | Salvada   | Salvada   | Salvada   | Inmune    | Salvada   | 2°.Lugar  |
| Filomène       | Salvada   | Gana      | Gana      | Salvada   | Salvada   | Salvada   | Salvada   | Salvada   | Eliminado |
| Jean-Bernard   | Eliminado | Reingresa | Gana      | Salvado   | Salvado   | Salvado   | Salvado   | Salvado   | Eliminado |
| Catherine      | Salvada   | Gana      | Gana      | Salvada   | Salvada   | Salvada   | Salvada   | Eliminada |           |
| Antoine        | Salvado   | Gana      | Gana      | Salvado   | Salvado   | Inmune    | Eliminado |           |           |
| François-David | Gana      | Salvado   | Salvado   | Inmune    | Inmune    | Eliminado |           |           |           |
| Émilie         | Gana      | Salvada   | Salvada   | Salvada   | Eliminada |           |           |           |           |
| Clémence       | Gana      | Salvada   | Salvada   | Eliminada |           |           |           |           |           |
| Philippe       | Gana      | Salvado   | Salvado   | Eliminado |           |           |           |           |           |
| Christelle     | Gana      | Salvada   | Eliminado |           |           |           |           |           |           |
| Moundir        | Inmune    | Eliminado |           |           |           |           |           |           |           |
| Jean-Luc       | Eliminado |           |           |           |           |           |           |           |           |
| Amel           | Eliminada |           |           |           |           |           |           |           |           |

- Simbología
- Competencia en Equipos (Día 1-9)

     El participante pierde junto a su equipo pero no es eliminado.
     El participante pierde junto a su equipo y posteriormente es eliminado.
     El participante gana junto a su equipo y continua en competencia.
     El participante es eliminado, pero vuelve a ingresar.
     El participante abandona la competencia.
     El participante pierde el reto del primer día y es eliminado.
     El participante pierde el duelo contra embajador de la tribu contraria y es eliminado.
Competencia individual (Día 10-21)
     Ganador de Koh Lanta.
     2°.Lugar de Koh Lanta.
     El participante gana la competencia y queda inmune.
     El participante pierde la competencia, pero no es eliminado.
     El participante es eliminado de la competencia.

## Audiencias
| Episodio | Fecha de emisión        | Espectadores | Horario       |
| -------- | ----------------------- | ------------ | ------------- |
| 1        | «13 de enero de 2009»   | 7.945.000    | 20:45 - 22:30 |
| 2 y 3    | «20 de enero de 2009»   | 7.895.000    | 20:45 - 22:30 |
| 4        | «27 de enero de 2009»   | 7.811.000    | 20:45 - 22:30 |
| 5 y 6    | «3 de febrero de 2009»  | 8.226.000    | 20:45 - 22:30 |
| 7 y 8    | «10 de febrero de 2009» | 8.683.000    | 20:45 - 22:30 |
| 9        | «13 de febrero de 2009» | 9.969.000    | 20:45 - 22:30 |